# Герб Кам'янського району (Черкаська область)
Герб Кам'янського району — офіційний символ Кам'янського району, затверджений 23 травня 2003 р. рішенням сесії районної ради.

## Опис
Щит із зеленим полем обрамлений червоною облямівкою. Посередині золотим колоссям утворено хрест, накладений на розеткоподібну шестерню та ліру. Щит обрамлено картушем, оточеним лазуровим дубовим листям з жолудями. Зверху над картушем на лазуровій стрічці напис "Кам'янський район". Під щитом козацька шабля та шпага декабриста в косий хрест.